# Виноград (Нікольський район)
Виногра́д (рос. Виноград) — присілок у складі Нікольського району Вологодської області, Росія. Входить до складу Зеленцовського сільського поселення.

## Населення
Населення — 5 осіб (2010; 34 у 2002).
Національний склад (станом на 2002 рік):
- росіяни — 100 %